# Vanity Fair (roman)
Vanity Fair: A Novel without a Hero is een in de jaren 1847-1848 gepubliceerde victoriaanse roman van William Makepeace Thackeray, een satire over de vroege 19e-eeuwse Engelse samenleving. Zoals in die tijd gebruikelijk was, verscheen de roman eerst in een (20-delige) serie als feuilleton in een tijdschrift.
De titel Vanity Fair is geïnspireerd op het allegorische verhaal The Pilgrim's Progress (1678) van John Bunyan over het dorpje Vanity.
De roman werd verschillende keren verfilmd:
- 1932: Vanity Fair: film van Chester M. Franklin, met Myrna Loy.
- 1935: Becky Sharp: met Miriam Hopkins en Frances Dee, de eerste film in Technicolor.
- 2004: Vanity Fair: film van Mira Nair met Reese Witherspoon.